# حركة (تاريخ عسكري)
الحرْكة (بالفرنسية: Harka)، بتسكين الراء، مفهوم عسكري مغاربي يصف تشكيلة عسكرية متحركة بأهداف عسكرية أو سياسية أو مالية (جمع الضرائب).
في مراجع التاريخ العسكري المغربي، المفهوم يحيل على حملات عسكرية كان يقوم بها سلاطين المغرب، أو أعيان كبار كالقياد، بهدف جمع الضرائب وتهدئة أو قمع المناطق أو القبائل الثائرة. (بلاد السيبة). كانت الحركات بمثابة «جيش ضارب» مقارنة بالمحلات التي كانت تشكيلات عسكرية موسمية مقيمة. أهم ما كان يميز الحركات هو الانتقال الكامل للدولة المركزية إلى المناطق المستهدفة، حيث كانت تتم تحت قيادة السلطان شخصيا ويتم تموينها، عتادا وبشريا، عبر تعبئة القبائل والمناطق الموالية، بشكل قسري في الغالب.
المصطلح يستعمل أيضا للإشارة إلى الحملات العسكرية أو الفرق العسكرية المتنقلة والمؤقتة التي كانت تؤسس بمبادرة من أعيان أو قادة سياسيين أو دينيين جهويين.
في تونس والجزائر، بين القرنين 16 و19، كان الشكل العسكري الأكثر اقترابا من الحركة والمصطلح الأكثر استخداما هو المحلة.
مصطلح الحركة في الجزائر استخدم من طرف السلطات الاستعمارية الفرنسية للإشارة للتشكيلات العسكرية المكونة من السكان المحليين التي تم تجنيدها في الجيش الكولونيالي الفرنسي.

## تاريخ
يظهر المصطلح في المراجع التاريخية المغربية منذ العهدين المريني والسعدي. على سبيل المثال، قام أحمد المنصور الذهبي بحركة إلى سوس في 1580 ساهمت في تموينها القبائل الموجودة في مسار الحركة، على امتداد 20 مرحلة وتروي المصادر التاريخية بأن الحركة كان يرافقها بيمارستان مجهز للرعاية الطبية للجنود. المصطلح استعمل أيضا لوصف الحملات التوسعية للسلاطين المغاربة كما في حالة أبي الحسن المريني في حملته العسكرية الفاشلة لضم تونس (وصف الكفيف الزرهوني العملية بالحركة في ملعبته الشهيرة) أو حركات السعديين التوسعية في بلاد السودان.
المصطلح لم يتخذ معناه الأشهر في التاريخ السياسي المغربي إلا منذ القرن 18 مع حركات السلاطين العلويين، بحيث أصبح مؤسسة عسكرية قارة وظيفتها الأساسية جبي الضرائب وإدخال بلاد السيبة (المناطق التي لا تعترف بسلطة الدولة المركزية) إلى مجال سلطة الدولة. الحركة مرتبطة بشكل كبير بمفهوم المخزن وكانت تعتبر آلية مهمة في إثبات سلطته الرمزية، ليس فقط في هوامش الدولة، بل أيضا في المسار الذي كانت تسلكه الحركات.